# دریاچه ارتسو
دریاچه ارتسو (گرجی: ერწოს ტბა) دریاچه‌ای در شهرداری جاوا، منطقه شیدا کارتلی کشور گرجستان است. این دریاچه در ۱۷۱۰ متر بالاتر از سطح دریا قرار دارد.  
دریاچه ارتسو بزرگترین دریاچه کارستی شناخته شده در گرجستان است. مساحت سطح ۰.۳۱ کیلومتر مربع، در حالی که حوزه حوضه ۵.۸۵ کیلومتر مربع است. ژرفای متوسط ۲.۱ متر و بیشینه ژرفای آن ۱۹ متر است. این دریاچه آب خود را از برف، بارندگی و آب‌های زیرزمینی به دست می‌آورد. دمای آب سطح دریاچه ۲۳ تا ۲۵ درجه سانتی‌گراد است. سطح آب در ماه‌های می و ژوئن بالا و در ماه‌های اوت و سپتامبر پایین است. این دریاچه در زمستان تقریباً ۵ ماه یخ می‌زند.